# Lucius Marius Perpetuus (Statthalter)
Lucius Marius Perpetuus war ein im 2. und 3. Jahrhundert n. Chr. lebender Angehöriger des römischen Senatorenstandes. Durch eine Inschrift, die in Apulum gefunden wurde, ist seine Laufbahn bekannt, die als cursus inversus, d. h. in absteigender Reihenfolge wiedergegeben ist.
Perpetuus leistete seinen Militärdienst als Tribunus laticlavius in der Legio IIII Scythica, die ihr Hauptlager in Zeugma in der Provinz Syria hatte. Danach wurde er Quaestor als Kandidat des Kaisers. Im Anschluss war er Kommandeur (Legatus legionis) der Legio XVI Flavia Firma, die ihr Hauptlager in Satala in Cappadocia hatte; er ist als Legionskommandeur durch zwei weitere Inschriften belegt, die bei der EDCS auf 198/200 datiert werden.
In der Inschrift sind jedoch die folgenden Positionen, die üblicherweise Bestandteil einer senatorischen Laufbahn waren und dem Legionskommando vorausgingen, nicht aufgeführt: das Vigintivirat, das normalerweise vor dem Militärdienst als Tribun ausgeübt wurde, das Amt des Tribunus plebis bzw. des Aedilis sowie das Amt des Praetors, die auf das Amt des Quaestors folgten.
Danach wurde er Statthalter (Legatus Augusti pro praetore) der Provinz Arabia; er ist als Statthalter der Provinz durch drei weitere Inschriften belegt, von zwei bei der EDCS auf 200 datiert sind. Nach Italien zurückgekehrt, erreichte er zu einem unbestimmten Zeitpunkt einen Suffektkonsulat und wurde curator zweier Städte (curatori rerum pulicarum Urbisalviensium item Tusculanorum).
Die beiden letzten Positionen seiner Laufbahn waren zwei Statthalterschaften. Zunächst wurde er Statthalter der Provinz Moesia superior; er ist als Statthalter der Provinz durch eine weitere Inschrift belegt, die bei der EDCS auf 212/214 datiert wird. Danach war er Statthalter der Provinz Tres Daciae (Daciarum III), wo er durch drei weitere Inschriften belegt ist, von denen eine bei der EDCS auf 214 datiert ist.
Sein Bruder war Lucius Marius Maximus Perpetuus Aurelianus, ordentlicher Konsul im Jahr 223.

## Datierung
Bei David L. Kennedy finden sich folgende Datierungen zu einzelnen Stationen seiner Laufbahn: Legionskommandeur um 198/200, Statthalter in Arabia von 200 bis 203,  Statthalter in Moesia superior von 211/212 bis 213/214 und Statthalter in Tres Daciae 214.